# LogD
Le logD est une mesure du logP à un pH donné pour un composé d'un certain pKa. Ce paramètre tient compte ainsi de la concentration en molécules ionisées.
La relation entre logP et logD est la suivante :
- pour les acides :
  - relation exacte : {\displaystyle \log D_{\text{acides}}=\log P+\log \left[{\frac {1}{(1+10^{pH-pK_{a}})}}\right]}
  - approximations quand le composé est largement ionisé :{\displaystyle {\text{pour les acides où }}\left(pH-pK_{a}\right)>1,\ \log D_{\text{acides}}\cong \log P+pK_{a}-pH}

- pour les bases :
  - relation exacte :{\displaystyle \log D_{\text{bases}}=\log P+\log \left[{\frac {1}{(1+10^{pK_{a}-pH})}}\right]}
  - approximations quand le composé est largement ionisé :{\displaystyle {\text{pour les bases où }}\left(pK_{a}-pH\right)>1,\ \log D_{\text{bases}}\cong \log P-pK_{a}+pH}

- approximations quand le composé est largement non-ionisé :{\displaystyle \log D\cong \log P}

Comme le montre la figure ci-dessus, la répartition d'un composé entre un milieu aqueux et un milieu lipophile peut varier d'un facteur 1000 en fonction du pH et du pKa de ce composé. Comme le pH des milieux biologiques peut varier énormément (de 2 pour l'estomac à 7.4 pour le plasma), ce paramètre est utilisé préférentiellement à logP pour estimer la propension d'un candidat médicament à traverser les membranes biologiques.